# 우베 (기업)
UBE 주식회사(UBE 株式会社, Ube Corporation)는 일본의 화학 회사이다.

## 개요
1897년 일본 야마구치현 우베시에서 탄생한 기업이며, 당시 우베시의 부시장이었던 와타나베 수케사쿠가 창업하였다. 당시 우베 흥산은 우베 탄광(宇部炭鉱)을 중화학 공업으로 전환하며 향토 기업에서 중견 기업으로 그 세를 불려나갔다. 이는 에도 시대부터 시작된 탄광 사업을 메이지 유신에 따른 일본의 산업화에 따라서 긍정적인 영향을 받게 된 것이다. 1942년에는 보유하고 있던 해저 탄광인 장생 탄광에서 장생 탄광 수몰사고가 발생하여 많은 조선인 노동자와 적지 않은 일본인 노동자가 사망하였다.
오늘날 본사는 일본의 수도 도쿄에 두고 있지만, 본사 기능의 일부 및 주력 생산 거점을 우베 시내에 두고 있어 우베시 연안부는 우베 흥산을 중심으로 한 공업 지대가 형성되어 있다.
도쿄와 우베시 외에도, 후쿠오카, 치바, 오사카, 나고야에 지점을 두고 있다. 외국에도 여러 지점을 두고 있으며, 서울에도 지점을 두고 있다. 스페인 지점과 태국 지점은 우베 법인의 석유화학제품 주요 생산지다.
주요 생산 제품은 화학 제품, 플라스틱, 의료품 등이다.

## 연혁
- 1897: 오키노야마 탄광 (沖ノ山炭鉱組合) 창립
- 1914: 우베 신카와 철공소 (宇部新川鉄工所)
- 1923: 우베 시멘트 공업 (宇部セメント工業)
- 1933: 우베 질소 공업 (宇部窒素工業)
- 1942: 우베 흥산 주식회사(宇部興産株式会社)
- 2022: UBE 주식회사(UBE株式会社)

## 같이 보기
- 장생 탄광 수몰사고